# 介助猿
介助猿（かいじょざる）または介護猿（かいござる）とは、四肢の不自由な身体障害者の生活を手助けするサルである。

## 用いられる種
おもに霊長目オマキザル科オマキザル属に属するサル、とくにフサオマキザル（Cebus apella, C. libidinosus）が用いられる。

### 長所
オマキザルは、ものの操作に長けた形態の手をもつサルのなかでもとくに、手先が器用であるとともに、物体を柔軟に操作するのに必要とされる高度な認知能力を備えているとされる。また、被介助者とのやりとりに必要な社会的認知能力も、ほかのサルと比べて高いと考えられている。
オマキザル属のなかでは、メアリー・ウィラードらが、2個体のフサオマキザルと4個体のシロガオオマキザル（C. albifrons）を訓練して、動作の過剰な動き、注意の長さ、気質といった観点から、フサオマキザルのほうがふさわしいと判断している。
上で述べた柔軟に物体を操作できること、寿命が長く長期間介助にあたれることは、介助犬（Canis familiaris）などほかの介護動物にはない長所であるといえる。また、その行動上の反応がヒトに近く、被介護者が人生のパートナーとしての絆をもちやすいことも、重要な側面である。

### 短所
ほかの介助動物と比べて一定以上まで成長するのに長い年月がかかり、その分訓練を終えるまでに、生まれてからおよそ5年もの長い期間が必要となる。
ただし、実際に5年から10年介助しているサル8個体を調べたところ、その介助のあいだに特別な治療の必要な事態が起きたことはなかった。1個体のサルを介助猿にするのに長期間を要することも、たとえばNPO団体ヘルピングハンズでは、里親のボランティアを活用することで一定程度解決しており、団体が直接訓練をおこなう期間は実質約1年まで短縮されている。

## 各国での状況
介助猿は、1977年にアメリカ合衆国で、ウィラードとポール・コーコランが、タフツ霊長類プロジェクトとして、タフツ＝ニューイングランド医療センターの助成のもと、サルを麻痺の患者の介護に利用する研究を始めた。そのプロジェクトはボストンに本拠を置くNPO団体ヘルピングハンズとなり、現在まで活動を展開している。
ほかに介助猿のプロジェクトをおこなっている国は、フランスとベルギーである。イスラエルでもかつておこなわれていた。
サルであるため、日本で導入された場合、身体障害者補助犬法の適用外となる。

## 介助の内容
基本的な行動レパートリーは、サルを訓練する団体があらかじめ訓練している。たとえば、NPO団体ヘルピングハンズでは、1991年ごろでは、60の基本課題レパートリーが訓練されている。大きく4つのカテゴリに分けることができ、ものを食べさせること（食べ物をスプーンですくって被介護者の口に入れるなど）、身なりを介助すること（被介護者の顔をふくなど）、ものをとってくること（被介護者が口で使う棒を拾うなど）、ものを操作すること（扉を開閉するなど）がある。一方で、後から調査したところ、被介護者の足をフットレストに置くといったように、サルが各家庭に移ってから学習した事柄もあった。

## 参考
- マリーナ・チャップマンは幼小児時期、コロンビアにて、ジャングルに放置され、尾巻き猿の一種のナキガオ・オマキサルに助けられたということである。[10]